# Ocupación rusa del óblast de Dnipropetrovsk
La ocupación rusa del óblast de Dnipropetrovsk, denominada por el gobierno ruso como «Administración Civil-Militar de Dnepropetrovsk», es una ocupación militar en curso que comenzó el 1 de marzo de 2022 después de que las fuerzas rusas invadieran Ucrania y comenzaran a capturar y ocupar partes del óblast de Dnipropetrovsk.
La capital del óblast, nunca llegó a ser capturada por las fuerzas rusas, pero si sufrió grandes bombardeos por la artillería rusa (Bombardeo de Dnipró), sin embargo, otras ciudades si cayeron bajo control ruso, incluidas Apóstolove, Berezove, Ternove o Zelenodolsk. El 11 de mayo de 2022, las fuerzas rusas abandonaron el óblast y pusieron fin a su ocupación militar. 
El 8 de junio de 2025, las fuerzas rusas volverían a entrar en el óblast de Dnipropetrovsk como parte de la ofensiva rusa de Pokrovsk.

## Ocupación

### Ocupación Rusa
El 1 de marzo de 2022, una columna mixta rusa de hasta 35 vehículos armados y 600 soldados se adentraban en el óblast de Dnipropetrovsk por el sureste, y 16 dias más tarde, otra columna mixta rusa de hasta 60 vehículos armados y 1200 soldados se adentraban en el óblast de Dnipropetrovsk por el suroeste, después de enfrentarse a los pocos soldados ucranianos que había en la zona, consiguieron capturar y asediar las primeras ciudades.

#### Dnipró (capital del óblast)
El 4 de marzo de 2022, pese a que la ciudad de Dnipró no llegó a ser capturada por las fuerzas rusas, si que se reportaron explosiones dentro de la ciudad, una de estas daño gravemente el puente de Kaidatsky lo que demostró ser un acto de sabotaje ruso para evitar que las fuerzas ucranianas cruzasen el río Dniéper.

#### Berezove
El 1 de marzo de 2022, la ciudad de Berezove cayó bajo ocupación rusa (batalla de Berezove), el mismo día declaraciones civiles dentro de la ciudad afirmaban que continuaba la llamada "Operación Mortero oculto", donde tras una entrevista a uno de los locales de la ciudad tras haber sido liberada, decía que a lo largo de la ocupación de la ciudad, ellos se organizaban por la noche para usar en los tejados unos morteros que habían dejado las tropas rusas para bombardear cualquier vehículo que se aproximase a la ciudad. El local argumentó que los utilizaban exclusivamente por la noche ya que por el día estaban custodiados, estos utilizaban los morteros para bombardear las fortificaciones que estaban estableciendo las fuerzas rusas en los alrededores de la ciudad.

#### Zelenodolsk
El 16 de marzo de 2022, la ciudad de Zelenodolsk cayó bajo ocupación rusa (batalla de Zelenodolsk), sobre dicha ocupación no se tiene mucha información, pero se sabe que las fuerzas rusas torturaron a militares ucranianos dentro de la ciudad, y también que la infraestructura sufrió daños críticos debido a la intensidad de los bombardeos. Al ser liberada la ciudad, se dio a conocer la existencia de un almacén donde había tanques y armamento ruso en buen estado que recolectaron los civiles a lo largo de la ocupación.

### Establecimiento del Cuartel militar
Debido a la corta ocupación del óblast no se logró establecer ningún cuartel general militar, sino que se usó el establecido en el óblast de Jersón.

### Retirada de Rusia
El 10 de marzo de 2022 comenzó una contraofensiva independiente que puso fin al control ruso sobre las pocas localidades que ocupaban al sureste del óblast. Después de los combates, Rusia comenzó a retirar tropas del sur de Ucrania, incluido el raión de Sinélnikove y las fuerzas ucranianas comenzaron a recuperar los asentamientos ocupados en el óblast, hasta que el 14 de marzo, los funcionarios y locales ucranianos del óblast afirmaron que las fuerzas rusas abandonaron completamente el sureste del óblast de Dnipropetrovsk para su redespliegue en Ucrania meridional.
El 10 de mayo de 2022 comenzó otra contraofensiva independiente que puso fin al control ruso sobre las pocas localidades que ocupaban al suroeste del óblast. Después de los combates, Rusia comenzó a retirar tropas del sur de Ucrania, incluido el raión de Krivói Rog y las fuerzas ucranianas comenzaron a recuperar los asentamientos ocupados en el óblast, hasta que el 11 de mayo, los funcionarios y locales ucranianos del óblast afirmaron que las fuerzas rusas abandonaron completamente el suroeste del óblast de Dnipropetrovsk para su redespliegue en Ucrania meridional.

### Recapturación del óblast
Después de que las fuerzas rusas se retiraran, las fuerzas ucranianas comenzaron operaciones de desminado en el óblast de Dnipropetrovsk.
El 12 de mayo de 2022, Sergui Lisak, gobernador del óblast de Dnipropetrovsk, afirmó que todas las tropas rusas habían abandonado la región, pero que aún era inseguro debido al equipo militar y otras municiones que las tropas rusas habían dejado tras su retirada.
Las fuerzas rusas durante la Guerra de Ucrania aún siguen bombardeando pequeñas ciudades y pueblos en el óblast debido a la existencia de almacenes de armamento ucraniano y fortificaciones en la zona.

### Reocupación Rusa
El 8 de junio de 2025, los soldados rusos de la 90.ª División Rusa de Tanques en Horikhove avanzaron más allá de la aldea llegando a la frontera estatal entre el óblast de Donetsk y el óblast de Dnipropetrovsk izando una bandera rusa en la zona fronteriza, la cual esta cubierta por concertinas. Tras la llegada rusa a la zona fronteriza, se dio a conocer dos dias más tarde que dicha División seguía avanzando dentro del óblast hacia la ciudad de Novopávlivka.

## Control de ciudades
| Nombre                | Población       | Raión           | Capturación y Recapturación                                                                 |
| Raión de Dnipró       | Raión de Dnipró | Raión de Dnipró | Raión de Dnipró                                                                             |
| --------------------- | --------------- | --------------- | ------------------------------------------------------------------------------------------- |
| Dnipró (capital)      | 968.502         | Dnipró          | Sin capturar.                                                                               |
| Pidhorodne            | 19.138          | Dnipró          | Sin capturar.                                                                               |
| Promin                | 976             | Dnipró          | Sin capturar.                                                                               |
| Tsarychanka           | 7.105           | Dnipró          | Sin capturar.                                                                               |
| Raión de Kamianské    |                 |                 |                                                                                             |
| Kamianské (capital)   | 226.845         | Kamianské       | Sin capturar.                                                                               |
| Piatijatki            | 18.140          | Kamianské       | Sin capturar.                                                                               |
| Verjnodniprovsk       | 15.477          | Kamianské       | Sin capturar.                                                                               |
| Vilnogirsk            | 22.079          | Kamianské       | Sin capturar.                                                                               |
| Zhovti Vody           | 42.052          | Kamianské       | Sin capturar.                                                                               |
| Raión de Krivói Rog   |                 |                 |                                                                                             |
| Apostolove            | 13.069          | Krivói Rog      | Capturado por Rusia el 17 de marzo de 2022. Recapturado por Ucrania el 20 de marzo de 2022. |
| Hleiuvatka            | 1.371           | Krivói Rog      | Sin capturar.                                                                               |
| Krivói Rog (capital)  | 603.904         | Krivói Rog      | Sin capturar.                                                                               |
| Shiroke               | 9.623           | Krivói Rog      | Sin capturar.                                                                               |
| Sofivka               | 6.329           | Krivói Rog      | Sin capturar.                                                                               |
| Zelenodolsk           | 12.692          | Krivói Rog      | Capturado por Rusia el 16 de marzo de 2022. Recapturado por Ucrania el 11 de mayo de 2022.  |
| Raión de Nikopol      |                 |                 |                                                                                             |
| Chistopil             | 1.110           | Nikopol         | Sin capturar.                                                                               |
| Márjanets             | 44.980          | Nikopol         | Sin capturar.                                                                               |
| Nikopol (capital)     | 105.160         | Nikopol         | Sin capturar.                                                                               |
| Pokrov                | 37.493          | Nikopol         | Asediado por Rusia el 19 de marzo de 2022. Recapturado por Ucrania el 19 de marzo de 2022.  |
| Raión de Samar        |                 |                 |                                                                                             |
| Magdalínivka          | 6.119           | Samar           | Sin capturar.                                                                               |
| Samar (capital)       | 69.855          | Samar           | Sin capturar.                                                                               |
| Pereshchépine         | 9.639           | Samar           | Sin capturar.                                                                               |
| Raión de Pavlogrado   |                 |                 |                                                                                             |
| Pavlogrado (capital)  | 101.430         | Pavlogrado      | Sin capturar.                                                                               |
| Ternivka              | 26.961          | Pavlogrado      | Sin capturar.                                                                               |
| Raión de Sinélnikove  |                 |                 |                                                                                             |
| Berezove              | 585             | Sinélnikove     | Capturado por Rusia el 1 de marzo de 2022. Recapturado por Ucrania el 15 de marzo de 2022.  |
| Mezhová               | 7.022           | Sinélnikove     | Sin capturar.                                                                               |
| Shajtarske            | 27 099          | Sinélnikove     | Sin capturar.                                                                               |
| Pokrovske             | 9.489           | Sinélnikove     | Sin capturar.                                                                               |
| Sinélnikove (capital) | 29.651          | Sinélnikove     | Sin capturar.                                                                               |
| Vasilkivka            | 11.242          | Sinélnikove     | Sin capturar.                                                                               |